# San José de Pare

Localização de San Jose de Pare no departamento de Boyacá.

San Jose de Pare é um município no departamento de Boyacá, na Colômbia.